# Cetățuia lui Asan

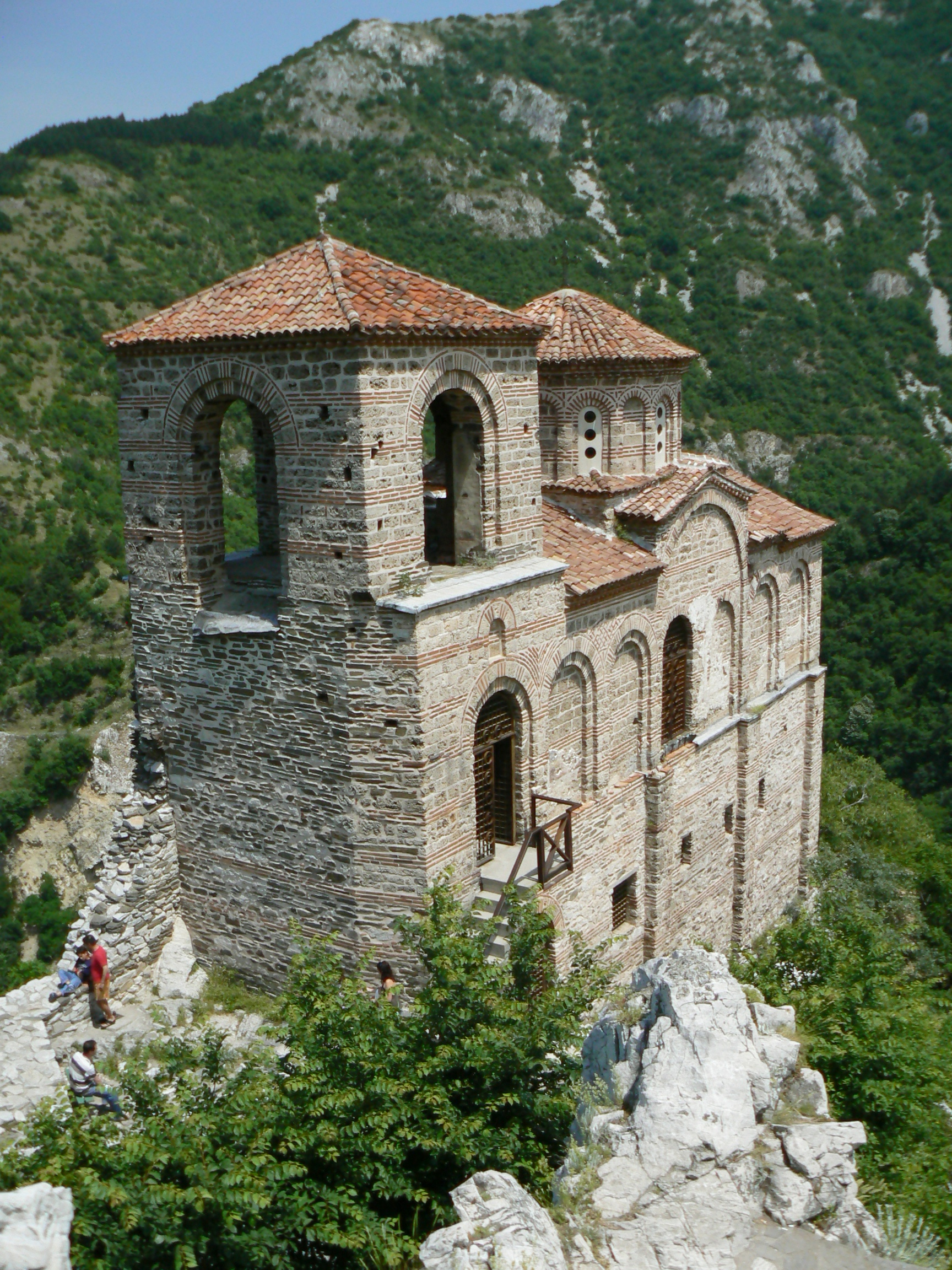
Biserica Maicii Domnului din ansamblul "Cetăţuia lui Asan"

Cetățuia lui Asan (în limba bulgară: Асенова крепост, transliterat Asenova krepost) este o fortăreață medievală în munții Rodopi, la 2-3 km sud de orașul Asenovgrad, Bulgaria.
Arheologii au găsit urme de locuire din timpul tracilor, arealul fortăreței fiind locuit și în perioada romană și bizantină. În epoca medievală, fortăreața devine importantă fiind menționată sub numele de Petrici (Петрич) în secolul al XI-lea. 
Armatele celei de-a treia cruciade au cucerit-o. În anul 1231 sub domnia lui Ioan Asan al II-lea au loc schimbări importante în sensul consolidării ei, pentru a servi ca punct defensiv împotriva raidurilor întreprinse de Imperiul latin al Constantinopolului. Zidurile au fost îngroșate la bază până la grosimea de 2,9 m și înălțate până la 9-12 m. Astfel, ansamblul a devenit o adevărată cetate, având pe lângă zidurile mai sus amintite 30 de camere și 3 puțuri cu apă .
Dupa moartea lui Ioan Asan a fost cucerit de bizantini, revenind în mainile țarilor bulgari pentru scurt timp sub domnia lui Ivan Alexandru. 
Din ansamblul cetățuii s-a păstrat cel mai bine biserica Maicii Domnului Născătoare de Dumnezeu, datând din secolele al XII-lea - al XIII-lea. Aceasta este o construcție având o singură navă cu un nartex lat și cu o turlă octogonală, având pe latura de vest un turn clopotniță rectangular. Se păstrează pictura murală din secolul al XIV-lea.
Fortareața s-a ruinat după cucerirea otomană, biserica devenind parohia comunității din apropiere. Lucrări de conservare și restaurare s-au incheiat în anul 1991.
Orașul Asenovgrad și-a luat numele de la Cetățuia lui Asan, în vechime numindu-se Stanimaka. Simbolul heraldic al orașului înfățișează Biserica Maicii Domnului.

## Legături externe
- Fortăreața din Asenovgrad.info
- Asenova krepost și siteul Muzeului de Istorie din Asenovgrad Arhivat în 20 iunie 2008, la Wayback Machine.